# Замостовица
Замостовица — деревня в Кичменгско-Городецком районе Вологодской области.
Входит в состав Городецкого сельского поселения, с точки зрения административно-территориального деления — в Кичменгский сельсовет.
Расстояние до районного центра Кичменгского Городка по автодороге составляет 3 км. Ближайшие населённые пункты — Подол, Бараново, Княжигора.
Население по данным переписи 2002 года — 60 человек (29 мужчин, 31 женщина). Всё население — русские.